# أبي واربورغ
أبي موريتز واربورغ ويعرف بـ أبي واربورغ (بالألمانية: Abraham Moritz Warburg) عاش في الفترة (13 يوليو 1866 - 26 أكتوبر 1929) هو مؤرخ فني ومنظر ثقافي ألماني، أسس مكتبة خاصة للدراسات الثقافية أسماها (Kulturwissenschaftliche Bibliothek Warburg)، التي تم نقلها بعد ذلك إلى معهد واربورغ في لندن. كانت جُل أبحاثة ومنشوراته تدور حول إرث العالم الكلاسيكي، ونقل التمثيل الكلاسيكي في المناطق الأكثر تنوعا من الثقافة الغربية وصولا إلى عصر النهضة.

## جائزة أبي واربورغ
دشنت جائزة أبي واربورغ بعد وفاة واربورغ بخمسين سنة، وهي جائزة علمية ألمانية يقع مقرها في مدينة هامبورغ، تأسست في عام 1979. مجلس الشيوخ في مدينة هامبورغ هو المسؤول عن تمويل الجائزة، تهدف الجائزة لرفع التميز في العلوم الإنسانية والاجتماعية.تبلغ قيمة الجائزة 10.000 يورو، وتمنح كل أربع سنوات.

## روابط خارجية
- أبي واربورغ على موقع إن إن دي بي (الإنجليزية)